# Monitor Manco Cápac
El Manco Cápac fue un monitor costero peruano que participó en la Guerra del Pacífico. Fue construido en los Estados Unidos, por orden de la Armada de la Unión, a mediados del siglo XIX siendo inicialmente bautizado con el nombre de USS Oneota. El monitor fue posteriormente vendido a la Marina de Guerra del Perú, junto con su gemelo, el monitor Atahualpa.
Fue hundido por su propia tripulación en el puerto de Arica tras la batalla del 7 de junio de 1880 para impedir que cayera en manos enemigas.

## Características técnicas generales
Los monitores Manco Cápac y Atahualpa han sido construidos bajo el mismo sistema, con los mismos materiales y sujetos a las mismas dimensiones. Hablar pues de uno de ellos en cuanto a sus condiciones generales, equivale a ocuparse de ambos. 
El casco que estaba dividido en secciones estancas, tenía las siguientes particularidades: una proa volada de 8 pies perfectamente blindada, y que constituye su ariete; los costados de la obra muerta y hasta 4 pies bajo la línea de agua, tenían 2 pies de vuelo fuera del casco y la popa tenía 20 pies de vuelo para dejar juego a la hélice. La pala del timón tenía la forma de un elipsoide y el eje le atraviesa de modo que para afuera deja las dos terceras partes. Tenía una chimenea con base blindada de 6 pies de altura, dos escotillas para el sollado y máquina, una fosa con tapa de hierro para proteger la hélice en combate, a popa de ella una caña de repuesto para el timón.
El blindaje en el casco consistía en 5 planchas de hierro de 1 pulgada de espesor, cada una empernada a la obra de madera que era de 5 pies de ancho y de 2 pies de espesor, roble rojo americano. La cubierta, de roble rojo americano de 7 pulgadas de espesor, estaba compuesta de planchas de hierro de 2 pulgadas de espesor soportados por baos de madera. A 40 pies de la proa, un torreón de 2 brazas, con una cenefa de hierro dispuesta para protegerla de los golpes de mar, y arregladas en forma tal que por unos tubos adaptadas a ella, se mitigaba en parte el sonido de cualquier choque en la parte exterior. Tenía la torre 25 pies de diámetro, con blindaje de 10 pulgadas de espesor. Sobre el techo de la torre descansaba una casamata o pequeño torreón, que era el puesto del comandante en combate y en el cual había una rueda para gobernar en ese caso, teniendo (el torreón) ranuras en todas las direcciones. Sobre la casamata había una caseta de madera, donde estaba la rueda con la que se gobernaba en la mar.
En popa iban las 4 calderas, la máquina Ericsson de 300 caballos de fuerza y la hélice de hierro fundido, de cuatro aspas.
La máquina del buque, sistema hélice y construida por Ericsson, tenía 200 caballos nominales de fuerza, lo que daba al buque un andar de 4 a 5 millas (10 kilómetros/hora); además tenía máquinas auxiliares para el movimiento de la torre giratoria, para el cabrestante, para las bombas de aire y, circulación para las centrífugas, etc.
El armamento consistía en dos cañones Dahlgren de ánima lisa, de calibre 381 mm (15 pulgadas) y 500 libras (250 kilos), montados en una torre giratoria de 25 pies de diámetro, cubierta por diez capas de planchas de hierro de una pulgada cada una.
Cuando el Perú lo compró se les puso de velamen dos mástiles con aparejo de goleta para iniciar su viaje al Pacífico, al igual que su gemelo el monitor Atahualpa, pero años después se les retiró.
Por su bajo francobordo era un monitor (no estaba diseñado para navegar en altamar) que fue usado como batería flotante de defensa costera.
Un detalle diferenciaba a ambos monitores y era que el Manco Cápac tenía la torre giratoria pintada de blanco mientras que la torre giratoria del Atahualpa estaba pintada de lacre.

## Datos históricos

### Construcción y puesta en servicio

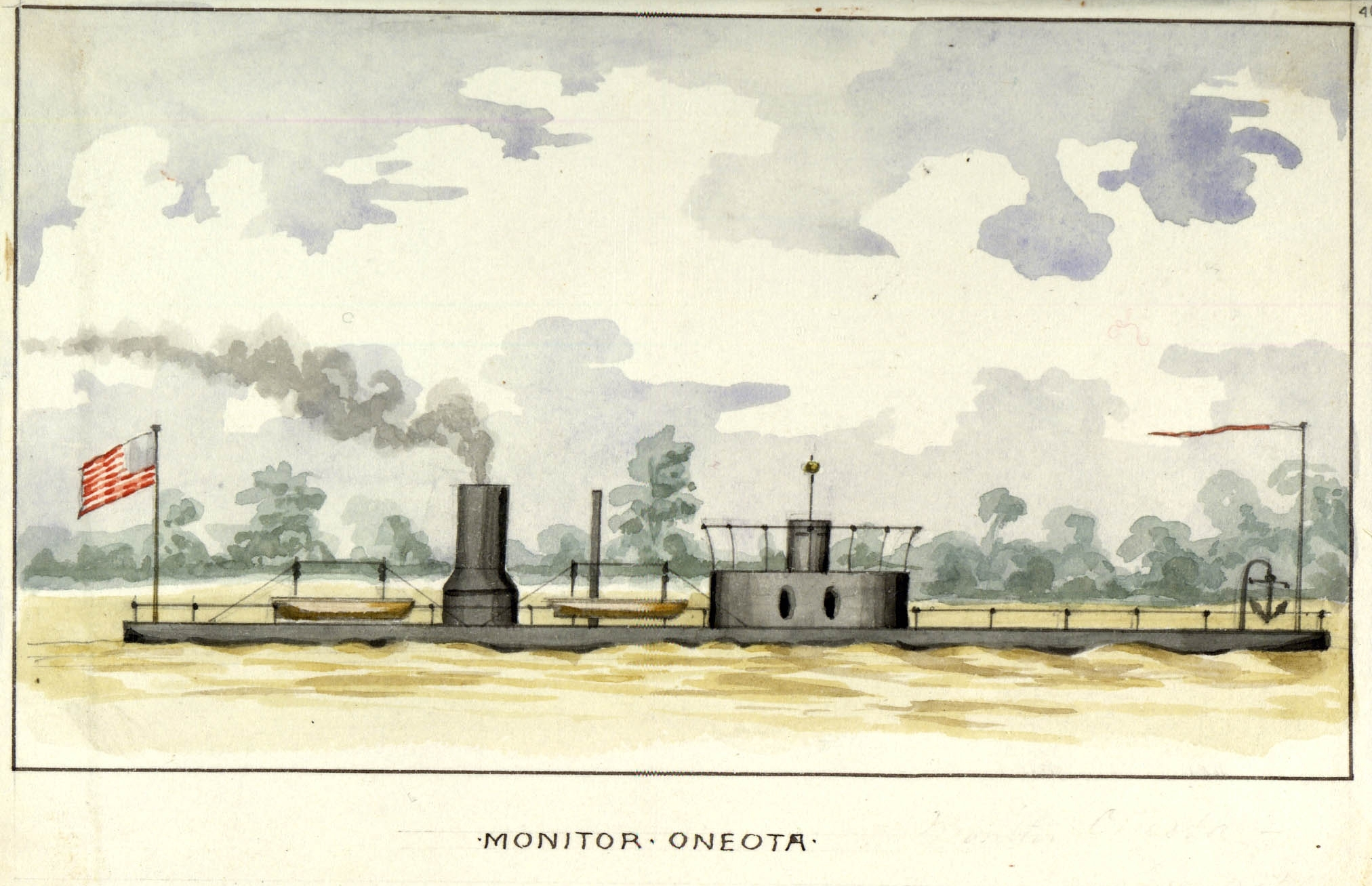
Como el USS Oneota.

Originalmente se llamó USS Oneota. Fue un monitor de la Clase Canonicus, de los 9 que se construyeron, los que a su vez fueron una versión mejorada de los monitores de la Clase Passaic. Estos monitores fueron diseñados para acciones costeras y con capacidad para navegar en ríos y no como buques de altamar, sin embargo el Perú los compraría en octubre de 1867, siendo usados como baterías flotantes de defensa costera.
El Catawba y el Oneota, fueron construidos por la empresa Alex Swift & Company and Niles Works en Cincinnati, Ohio, en septiembre de 1862 para la Armada de los Estados Unidos. El Catawba fue lanzado al agua el 13 de abril de 1864 y el Oneota el 21 de mayo del mismo año. Ambos fueron completados el 10 de junio de 1865, pero fueron destinados a la reserva sin haber prestado servicio alguno, habiendo sido ambos buques dados de baja. El gobierno estadounidense los revendió a Alex Swift & Company and Niles Works, empresa que los ofreció a los gobiernos interesados. Después de varios meses de inspecciones y deliberaciones, Perú decidió la compra de los monitores Oneota y Catawba, construidos en 1864, pero sin uso. 
El conflicto con España y la Guerra hispano-sudamericana llevaron a que el gobierno del Perú bajo el presidente Mariano Ignacio Prado procurara incrementar el poder naval peruano. El contrato de compra fue firmado en Lima en octubre de 1867, por el ministro de Guerra y Marina Mariano Pío Cornejo y los representantes de la Casa Alexander Swift, debiendo pagar el Perú un millón de pesos por cada buque y además encargarse de las reparaciones y transporte al Callao de dichos buques. El capitán Aurelio García y García, como agregada naval del Perú en los Estados Unidos fue el encargado de inspeccionar la recepción de los buques en noviembre de 1867.

### Acciones navales
Para remolcar ambos buques desde de Nueva Orleans, hasta el Callao, adicionalmente se compraron dos vapores; el Reyes y el Marañon, siendo una travesía que no estuvo exenta de dificultades. Según el historiador Jorge Basadre: "Esta épica travesía fue el remolque más largo quince meses (enero 1869-mayo 1870)− y el más peligroso hecho hasta entonces en la historia de la marina de guerra en el mundo”. 
Partieron en enero de 1869, alcanzaron llegar a Pensacola, Florida y las averías de la maquinaria los obligaran a esperar 30 días para que se completaran las reparaciones. En la ruta entre Cayo Hueso a las Bahamas, los barcos se separaron debido al mal tiempo. Cuando el Reyes intentó volver a amarrar su cuerda de remolque después de que la tormenta moderó, accidentalmente chocó con la proa afilada del Manco Cápac y se hundió en 15 minutos. El monitor, escaso de carbón y comida, se vio obligado a hacer puerto en Naranjo, Cuba, entonces retenido por rebeldes contra el gobierno español. Permitieron que el barco reabasteciera sus suministros, pero no había carbón disponible, por lo que la tripulación cargó suficiente madera para llegar a las Bahamas, donde pudieron enviar una goleta local a Nasáu para informar a las autoridades de su difícil situación. Los monitores finalmente se reunieron en St. Thomas en las Islas Vírgenes y tuvieron que esperar a que llegara el vapor Pachitea desde Perú para remolcar al Manco Cápac. De ahí siguieron por la costa atlántica de América del Sur e ingresaron a Río de Janeiro la noche del 15 de septiembre, el Manco Cápac encalló; fue reflotado al día siguiente, pero el daño requirió tres meses para repararlo. A los barcos se unió la corbeta Unión al mando del capitán Manuel Ferreyros durante este tiempo como líder de la división naval. Atravesaron el Estrecho de Magallanes el 29 de enero de 1870, pasaron al Océano Pacífico y arribaron al Callao el 11 de mayo de 1870.

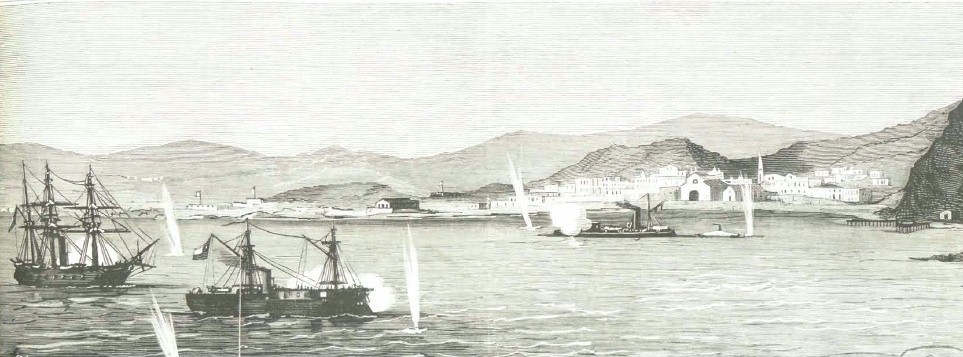
Grabado que describe el combate sostenido por el monitor peruano Manco Cápac contra los buques chilenos Huáscar y Magallanes.

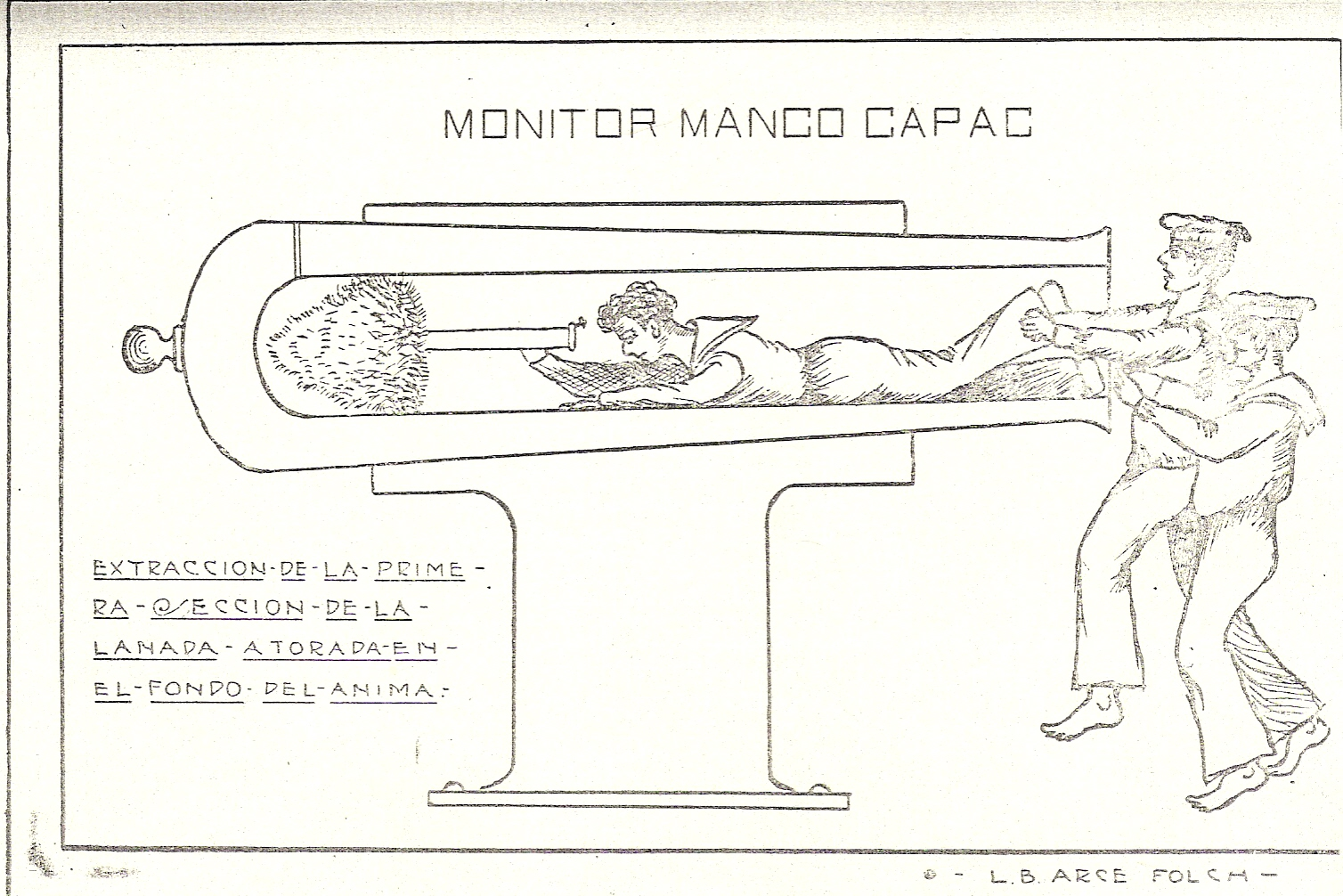
Dibujo que muestra como se extrajo la lanada del cañón Dahlgren del monitor Manco Cápac, realizado por Luis B. Arce y Folch, que era guardiamarina en el monitor durante el combate naval de Arica.

En 1874 formó parte de la Escuadra de Evoluciones que se organizó en dicho año.
Cuando el 5 de abril de 1879 se inició la guerra del guano y del salitre, junto con el Atahualpa, formó parte de la III División Naval habiendo recibido la orden de zarpar hacia Arica, para la defensa de la bahía, pero debido al mal estado de sus calderas no fue posible su navegación. Tras ser limpiados sus fondos, fue remolcado hasta Arica, saliendo el 3 de agosto de 1879 y llegando el 7 de ese mismo mes. Posteriormente se logró que funcione su propulsión, de velocidad de dos nudos. 
En los 5 meses de asedio del puerto de Arica, por parte de la marina de guerra de Chile, participó haciendo frente a la escuadra chilena en el combate naval de Arica. El 27 de febrero de 1880, Arica fue atacada por dos buques de guerra chilenos: el monitor Huáscar y la Magallanes. El Manco Cápac, salió del muelle para presentar combate al Huáscar. Ambos blindados se trabaron en fiero duelo artillero a distancias tan cortas como 200 metros. Un proyectil, de 500 libras, del Manco Cápac dio a “boca de jarro” en la torre de mando del Huáscar, causó una terrible explosión y mató a su comandante capitán de fragata Manuel Thomson Porto Mariño y a varios tripulantes, el buque manejado por los marinos chilenos quedó fuera de combate.
El 6 de junio de 1880 el ejército chileno, bombardeó Arica. El Manco Cápac respondió los disparos y uno de sus proyectiles, impactó en el  blindado Cochrane provocándole algunos daños y algunas bajas. Otro proyectil del monitor peruano dio de lleno en la goleta Covadonga que le produjo averías en su línea de flotación, obligándola a retirarse del combate.
El monitor Manco Cápac mantuvo su puesto en las afueras de la isla del Alacrán hasta ser hundido por su comandante, el Capitán de Navío AP José Sánchez Lagomarsino, para evitar que cayera en poder del enemigo al verse perdida la batalla de Arica, el 7 de junio de 1880. El casco del monitor Manco Cápac aún permanece en el fondo del puerto.

### Hallazgo de sus restos
Los restos del Manco Cápac fueron encontrados en 1960 por buzos de la Armada de Chile, estos están ubicados a tres kilómetros al oeste de la desembocadura del río San José y a 15,7 metros de profundidad.
En junio de 2007 se presenta un documental de 35 minutos, dirigido por Miguel Vásquez, llamado Manco Cápac, la última estela, realizado con un presupuesto de US$10.000 dólares por habitantes de Arica y académicos de la Universidad de Tarapacá. En el que se incluyen imágenes del monitor, donde se muestra el estado actual, se puede ver que:
La embarcación está bastante corroída por el paso del tiempo. Además, está hundida en el fango de esa zona, por eso no será posible reflotarla, Arnoldo Vilaxa, buzo e investigador de la Universidad de Tarapacá.
La proa está bien conservada, pero la torre y los cañones están totalmente destruidos